# Edsele (manzana)
Edsele es el nombre de una variedad cultivar de manzano (Malus domestica). 
Un híbrido de manzana, variedad de la herencia originaria de Suecia, como plántula casual de semilla. Las frutas tienen la carne de color blanco, pulpa con textura firme, gruesa, bastante jugosa y sabor ligeramente ácida, sabrosa. Tolera la zona de rusticidad delimitada por el departamento USDA, de nivel 1 a 5.

## Historia
'Edsele' es una variedad de manzana de la herencia, que se crio como plántula casual de semilla en Edsele en Ångermanland,y se incluyó en el jardín experimental del Estado en la Mansión de Holm entre 1945 y 1959.
La fruta se describió en 1983 a través de las frutas suministradas por el Departamento de Genética de la Universidad Sueca de Ciencias Agrícolas en Uppsala.
La variedad de manzana 'Edsele' está cultivada en el Arboretum Norr. Su descripción está incluida en la relación de manzanas cultivadas en Suecia en el libro "Äpplen i Sverige : 240 äppelsorter i text och bild.
"-(Manzanas en Suecia: 240 variedades de manzanas en texto e imagen).

## Características
'Edsele' es un árbol de un vigor fuerte, y una vez plantado tarda en dar sus frutos (En la mansión de Holm no tuvo una sola flor durante 15 años). La variedad no se considera cultivable, y en condiciones de dar abundantes cosechas. Tiene un tiempo de floración que comienza a partir del 2 de mayo con el 10% de floración, para el 6 de mayo tiene una floración completa (80%), y para el 16 de mayo tiene un 90% caída de pétalos.
'Edsele' tiene una talla de fruto de mediano a grande; forma redondeada; con nervaduras débiles, y corona de débil a media; piel fina y ligeramente brillante, además de grasa, epidermis con color de fondo es blanco amarillento, con un sobre color lavado de rojo en la parte expuesta al sol, importancia del sobre color bajo a medio (15-45%), y patrón del sobre color chapa / rayas, presenta algunas rayas discontinuas jaspeadas de color algo más intenso, y lenticelas de tamaño pequeño, ruginoso-"russeting" (pardeamiento áspero superficial que presentan algunas variedades) muy bajo; cáliz es medio y cerrado, asentado en una cuenca estrecha y profunda; pedúnculo es largo y de calibre fino, colocado en una cavidad poco profunda y estrecha, con algo de ruginoso-"russeting" en las paredes; carne de color blanco, pulpa con textura firme, gruesa, jugosa y sabor ligeramente ácida, sabrosa.
La manzana madura a finales de septiembre, pudiendo consumirla en el momento, y se mantiene bien un mes más.

## Usos
Una manzana para cultivo de jardineros aficionados, buena manzana para comer fresca en postre de mesa.

## Ploidismo
Diploide, polen auto estéril. Para su polinización necesita variedad de manzana con polen compatible (Transparente Blanca).

## Susceptibilidades
Presenta cierta resistencia a la sarna del manzano y al mildiu.